# Carmen de Rivera
María del Carmen de Rivera Pla (Barcelona, 18 de abril de 1956) es una política española. Es abogada y fue diputada en el Parlamento de Cataluña por el partido político Ciudadanos - Partido de la Ciudadanía desde 2009 hasta 2020.

## Formación, docencia y cargos
Es licenciada en Derecho por la Universidad de Barcelona y abogada laboralista desde 1982. Ha sido profesora asociada en la Escuela de Empresariales de la Universidad de Barcelona, así como en la Escuela de Práctica Jurídica del Ilustre Colegio de Abogados de Barcelona (ICAB).
Es miembro de la Sección de Derecho Laboral del ICAB, habiendo sido su presidenta entre 1999 y 2005. Vocal de la Comisión de Deontología del ICAB desde 1997 a junio de 2007. En junio de 2007 fue elegida diputada de la Junta de Gobierno del Colegio de Abogados de Barcelona, por un mandato de cuatro años.
Ha sido miembro de Amnistía Internacional desde su implantación en España (1977), hasta el 1979, así como Secretaria Ejecutiva de la "Fundación para el Progreso y la Democracia", fundación nacida tras el fallido golpe de Estado del 23 F.

## Carrera política
Es militante, desde su inicio, de la Asociación Ciutadans de Cataluña, afiliándose al partido Ciudadanos-Partido de la Ciudadanía tras su congreso fundacional. En ese momento fue elegida para el Consejo General, siendo reelegida en el II Congreso del partido, donde fue la consejera que más votos obtuvo.
El 16 de enero de 2009 es proclamada diputada en el Parlamento de Cataluña por la circunscripción de Barcelona, ocupando uno de los tres escaños de Ciutadans-Partido de la Ciudadanía en el Grupo Mixto, donde fue Portavoz Adjunta.
En las elecciones al Parlamento de Cataluña de 2010, Carmen de Rivera fue confirmada como diputada, formando parte de los tres escaños ganados por Ciudadanos-Partido de la Ciudadanía.
Pese a ser relegada al sexto puesto dentro de las listas de Ciudadanos-Partido de la Ciudadanía, ha vuelto a ser escogida como diputada en las elecciones al Parlamento de Cataluña de 2012, al haber conseguido nueve escaños su partido.